# Cantó d'Aulnay-sous-Bois
El cantó d'Aulnay-sous-Bois és un cantó francès del departament del Sena Saint-Denis, al districte de Le Raincy. Creat amb la reorganització cantonal del 2015.

## Municipis
- Aulnay-sous-Bois